# Герб комуни Арбуга
Герб комуни Арбуга (швед. Arboga kommunvapen) — символ шведської адміністративно-територіальної одиниці місцевого самоврядування комуни Арбуга. 

## Історія
Від XІV століття місто Арбуга використовувало герб, на якому був зображений орел, а над ним дві зірки та літера «А». Він був зафіксований на міській печатці 1330 року. У пізніших варіантах зірки і літера не вживалися.  

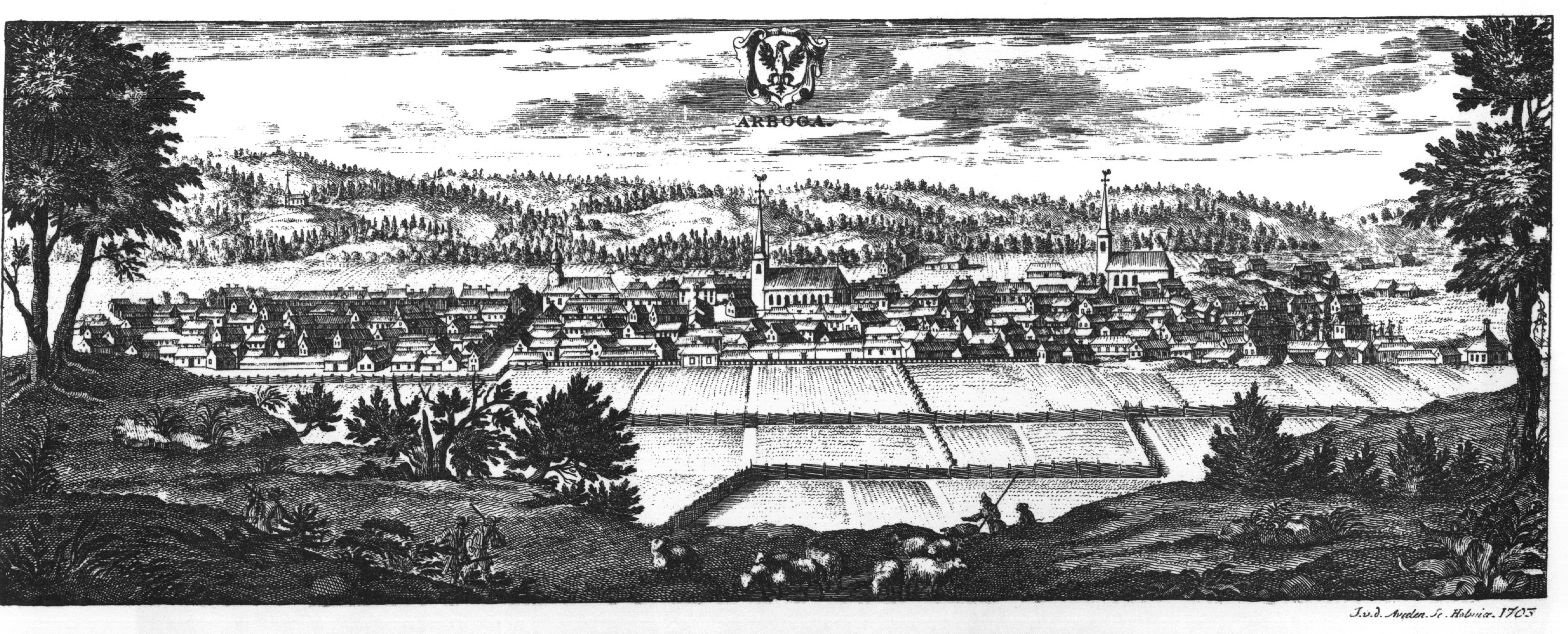
Герб на гравюрі з панорамою міста Арбуга (біля 1700 р.)

Герб міста Арбуга отримав королівське затвердження 1969 року.   
Після адміністративно-територіальної реформи, проведеної в Швеції на початку 1970-х років, муніципальні герби стали використовуватися лишень комунами. Цей герб був 1971 року перебраний для нової комуни Арбуга.
Герб комуни офіційно зареєстровано 1974 року.

## Опис (блазон)
У срібному полі чорний орел з червоними дзьобом, язиком і лапами, обабіч голови на крилах — по золотій шестипроменевій зірці. 

## Зміст
Герб міста за мотивами печатки XІV століття. Зірки в сучасній версії розміщено на крилах орла.